# Онавас (муниципалитет)
О́навас (исп. Onavas) — муниципалитет в Мексике, штат Сонора, с административным центром в одноимённом посёлке. Численность населения, по данным переписи 2020 года, составила 1114 человек.

## Общие сведения
Название Onavas с языка индейцев кахитас можно перевести как — солёная вода.
Площадь муниципалитета равна 534,2 км², что составляет 0,3 % от площади штата, а наиболее высоко расположенное поселение Ла-Тескалама, находится на высоте 474 метра.
Он граничит с другими муниципалитетами Соноры: на севере с Сойопой, на востоке с Екорой, на юге с Росарио и Кахеме, на западе с Суаки-Гранде и Сан-Хавьером.

## Учреждение и состав
Муниципалитет был образован 3 октября 1935 года, по данным 2020 года в его состав входит 9 населённых пунктов, самые значимые из которых:
| Код INEGI                  | Населённый пункт                                                               | Численность населения (2005 год) | Численность населения (2010 год) | Численность населения (2020 год) |
| -------------------------- | ------------------------------------------------------------------------------ | -------------------------------- | -------------------------------- | -------------------------------- |
| 044                        | Всего                                                                          | 392                              | 399                              | 365                              |
| 0001                       | Онавас (исп. Ónavas) 28°27′38″ с. ш. 109°31′46″ з. д. (административный центр) | 373                              | 361                              | 350                              |
| 0002                       | Куба (исп. Cuba) 28°22′27″ с. ш. 109°34′19″ з. д.                              | 9                                | 11                               | 5                                |
| 0012                       | Эль-Агила (исп. El Águila) 28°31′58″ с. ш. 109°33′15″ з. д.                    | —                                | 4                                | 1                                |
| —                          | Прочие                                                                         | 41                               | 33                               | 28                               |
| Названия на карте Генштаба |                                                                                |                                  |                                  |                                  |

## Экономическая деятельность
По статистическим данным 2000 года, работоспособное население занято по секторам экономики в следующих пропорциях:
- сельское хозяйство, скотоводство и рыбная ловля — 45,4 %;
- промышленность и строительство — 17,7 %;
- торговля, сферы услуг и туризма — 36,9 %.

## Инфраструктура
По статистическим данным 2020 года, инфраструктура развита следующим образом:
- электрификация: 99,2 %;
- водоснабжение: 86,6 %;
- водоотведение: 100 %.